# Şəmkir FK
A Şəmkir FK egy azeri labdarúgóklub, székhelye Şəmkir városában található. Az 1990-es évek végének, illetve a 2000-es évek elejének legsikeresebb azeri csapata 2005-ben visszalépett az élvonalbeli küzdelmektől, mivel a labdarúgócsapat feloszlott.
Faiq Cabbarov közbenjárására – 4 évnyi inaktivitást követően – jelenleg új csapat épül a városban.

## Sikerei, díjai
- Azeri bajnokság

Bajnok: 2 alkalommal (2000, 2001)
Ezüstérmes: 2 alkalommal (1999, 2004)
Bronzérmes: 1 alkalommal (1998)
- Azeri kupa

Döntős: 3 alkalommal (1999, 2002, 2004)

## Eredményei

### Európaikupa-szereplés

#### Összesítve
| Kupa            | J  | GY | D | V | LG–RG |
| --------------- | -- | -- | - | - | ----- |
| Bajnokok Ligája | 6  | 1  | 0 | 5 | 6–11  |
| UEFA-kupa       | 4  | 0  | 0 | 4 | 1–10  |
| Összesítve      | 10 | 1  | 0 | 9 | 7–21  |

#### Szezonális bontásban
| Idény     | Kupa            | Forduló         | Klub                | 1. mérk. | 2. mérk.   |
| --------- | --------------- | --------------- | ------------------- | -------- | ---------- |
| 1999–2000 | UEFA-kupa       | Selejtező       | Krivbasz Krivij Rih | 0–3      | 0–2        |
| 2000–2001 | Bajnokok Ligája | 1. selejtezőkör | Skonto              | 1–2      | 4–1 (h.u.) |
| 2000–2001 | Bajnokok Ligája | 2. selejtezőkör | Slavia Praha        | 0–1      | 1–4        |
| 2001–2002 | Bajnokok Ligája | 1. selejtezőkör | Barry Town          | 0–2      | 0–1        |
| 2004–2005 | UEFA-kupa       | 1. selejtezőkör | SZK Tbiliszi        | 0–1      | 1–4        |

Megjegyzés: Az eredmények minden esetben a Şəmkir FK szemszögéből értendőek, a félkövéren jelölt mérkőzéseket pályaválasztóként játszotta.

## Külső hivatkozás
- Adatlapja a weltfussball.de-n[halott link] (angolul)